# Верхајм
Верхајм (њем. Wehrheim) општина је у њемачкој савезној држави Хесен. Једно је од 13 општинских средишта округа Хохтаунус. Према процјени из 2010. у општини је живјело 9.324 становника. Посједује регионалну шифру (AGS) 6434012.

## Географски и демографски подаци
Верхајм се налази у савезној држави Хесен у округу Хохтаунус. Општина се налази на надморској висини од 305 метара. Површина општине износи 38,4 km². У самом мјесту је, према процјени из 2010. године, живјело 9.324 становника. Просјечна густина становништва износи 243 становника/km².

## Међународна сарадња
| Мјесто        | Држава   | Врста сарадње | Од    |
| ------------- | -------- | ------------- | ----- |
| Пилишверешвар | Мађарска | контакт       | 2000. |
| Извор         |          |               |       |